# IINA
IINA（/ˈiːnə/）是一款基于mpv的自由及开源媒体播放器，以GNU通用公共许可证版本3（GPLv3）发布，用Swift编写，仅支持macOS平台。

## 特点
IINA采用OS X Yosemite后的新设计语言。
由于IINA采用mpv作为播放内核，其支持的文件格式与mpv相同。同时，IINA保留mpv的配置文件和lua脚本系统，现有的mpv用户可以无缝切换到IINA。
IINA支持macOS的多种新特性。如：黑暗模式、画中画、Force Touch、Touch Bar等。